# ソスペル
ソスペル （Sospel）は、フランス、プロヴァンス＝アルプ＝コート・ダジュール地域圏、アルプ＝マリティーム県のコミューン。

## 地理
ソスペルはマントンから約20km離れており、メルカントゥール国立公園の近く、標高約350mのところにある。13世紀に遡るという古い要塞化された橋で有名である。この橋はヨーロッパに現存する要塞化された橋で最も古いものの1つである。ソスペルはベヴェーラ川に面した、静かな中世の面影を残す村である。

## 歴史

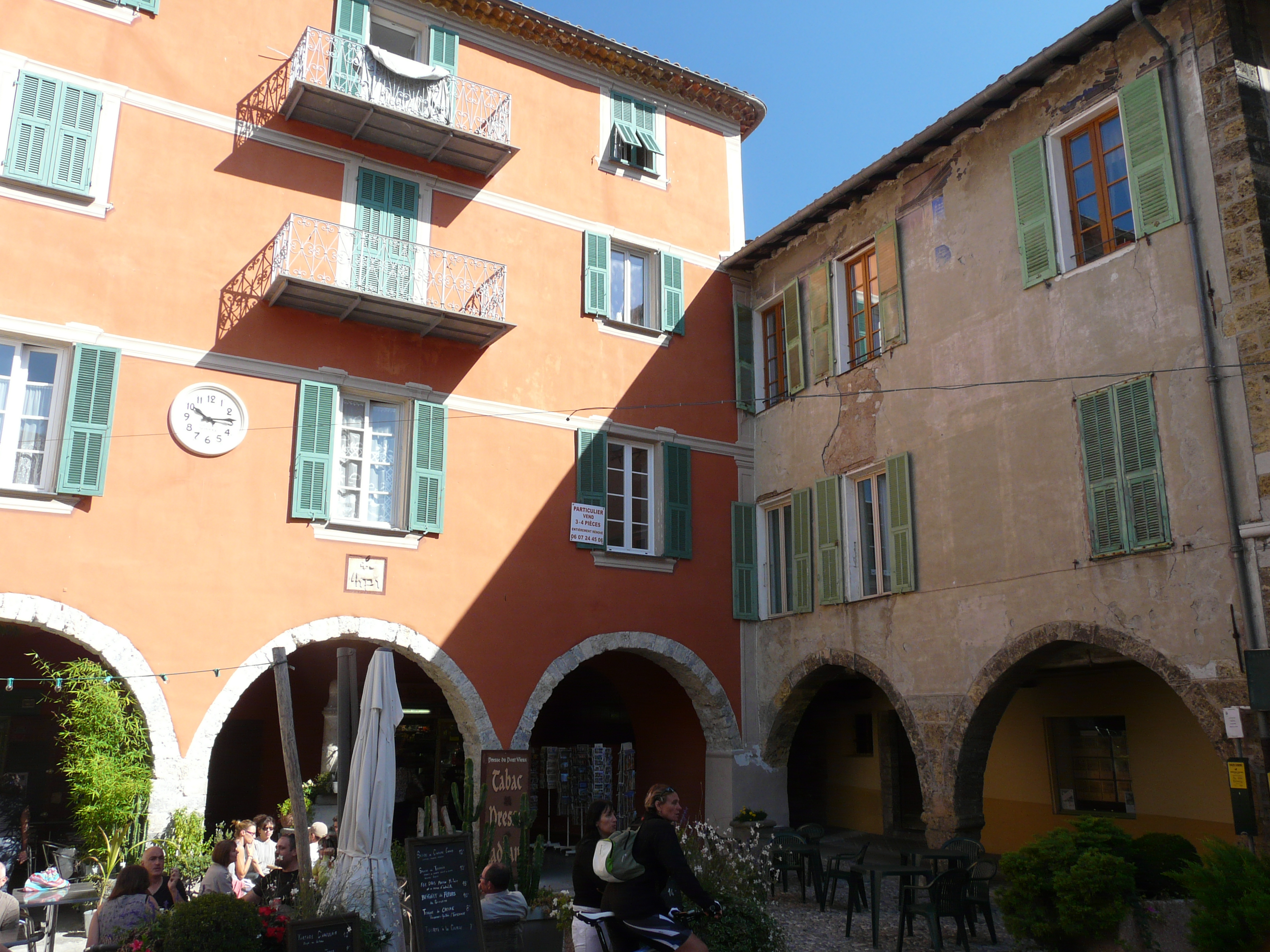
アーケードの住宅

中世のソスペルは、ヴァンティミーユ伯（イタリア語ではヴェンティミーリア）の支配下にあった。ヴァンティミーユ伯の主張や、一帯に強い影響力を持つジェノヴァ共和国が忠誠を強制するのに対し古くから自治を表明してきた。したがってソスペルは、ジェノヴァの覇権に対し唯一釣り合いの取れるプロヴァンス伯に保護を求めた。
1258年3月28日、プロヴァンス伯へのソスペル割譲は効果的であった。ヴィゲリー（fr:Viguerie、南フランス特有の行政裁判所）が置かれた伯爵領のまちであり、ソスペルの行政上の重要性が増していった。1258年当時、プロヴァンス伯領には6箇所のヴィゲリーがあった。マルセイユ、イエール、ドラギニャン、ニース、グラース、そしてソスペルであった。代官区は4箇所あった。トゥーロン、サン＝マクシマン、ブリニョール、ピュジェ＝テニエである。
教会大分裂によって1378年からソスペルに司教座が置かれた。ソスペルに永久に司教座が置かれるよう、ヴァンティミーユの新しい司教に圧力をかけたのである。報復として、ローマ教皇ウルバヌス6世は別の人物をヴァンティミーユ司教に命じた。新司教ピエール・マリナーコは、1384年にソスペル司教となった。マリナーコは長く空座となっていたファマグスト司教になった。1409年のピサ教会会議における三度目の教皇選挙で、混乱の真っ只中であったカトリック教会は、マリナーコの後任を見つけることまで手が回らなかった。ソスペルに司教が不在となった。
ジョヴァンナ1世暗殺によって引き起こされたプロヴァンス伯領の度重なる戦争にさらされたソスペルとニース伯領全体は、1388年にサヴォイア家のものとなった。ソスペルの長い繁栄の時代は、恐ろしい疫病によって中断された。タンド伯がサヴォイア伯に忠誠を誓ったことでようやく、ニースとトリノ間の自由な商取引が可能となった。これがソスペルの利益にもなった。15世紀半ばから、異端のヴァルド派がソスペル近郊の谷に定住し、信者が組織されていったが、これが貿易の繁栄を妨げることにはならなかった。1481年12月、プロヴァンスがフランス王国に併合された。ピエモンテを治めるサヴォイア家は新たな隣人、フランス王国と直に接することになった。
中世、塩の道が通るソスペルは、非常に重要な村だった。
第二次世界大戦中のソスペルは、自由地域に含まれていた。ユダヤ系イタリア人を収容する強制収容所が1942年暮れに設置され、1943年5月に閉鎖された。

## 人口統計
| 1962年 | 1968年 | 1975年 | 1982年 | 1990年 | 1999年 | 2006年 |
| ------ | ------ | ------ | ------ | ------ | ------ | ------ |
| 2321   | 2582   | 1828   | 2171   | 2592   | 2885   | 3440   |

参照元:1962年までEHESS、1968年以降INSEE

## 史跡
- ル・ポン＝ヴィユー - ベヴェーラ川に架けられ、まちを二分する橋。13世紀に木造で建てられ、1522年より石造りになった[5]。かつてピエモンテと地中海の間を結ぶ塩の王道となっていた。
- サン＝ミシェル聖堂 - バロック様式

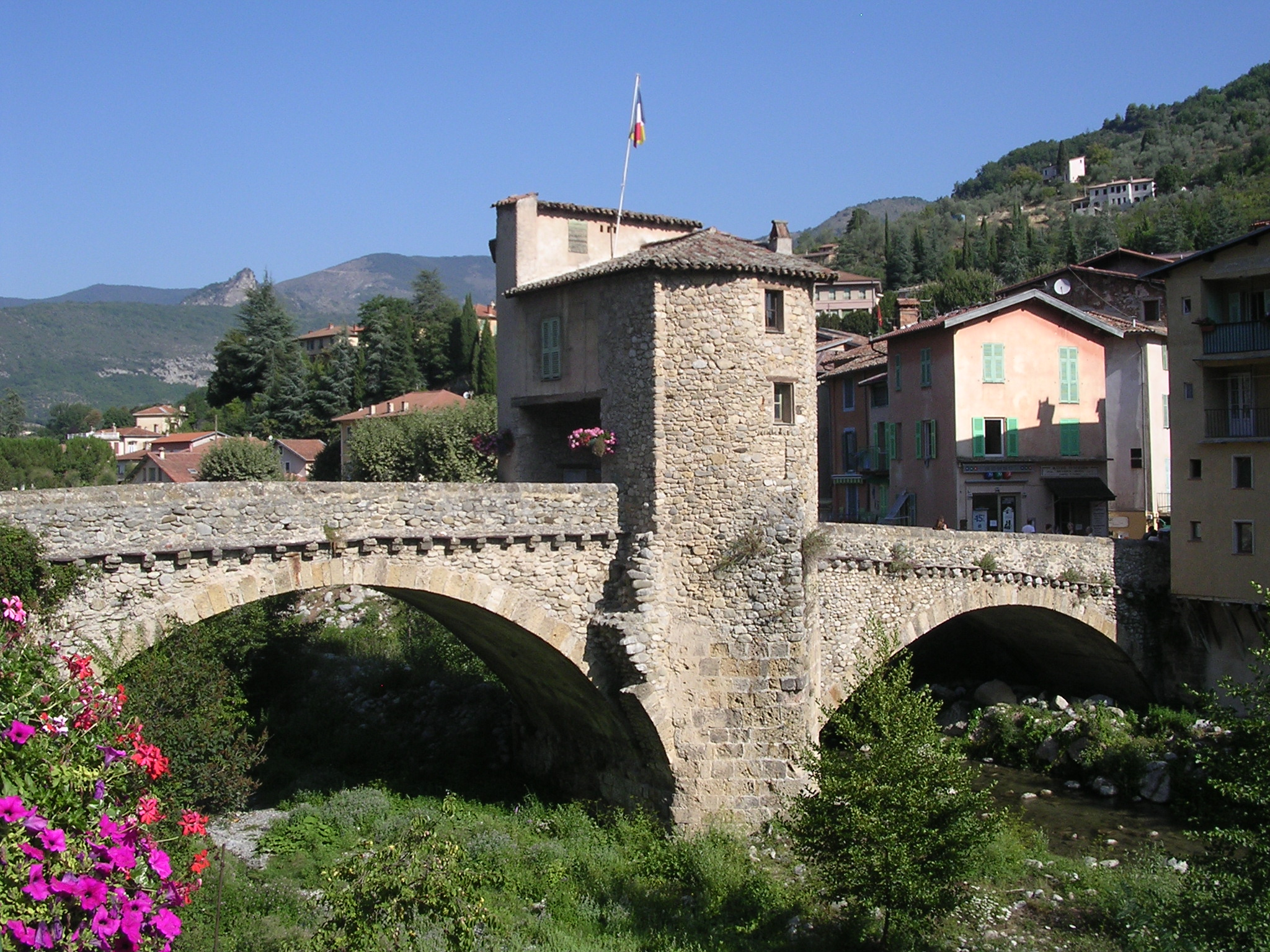
ル・ポン＝ヴィユー
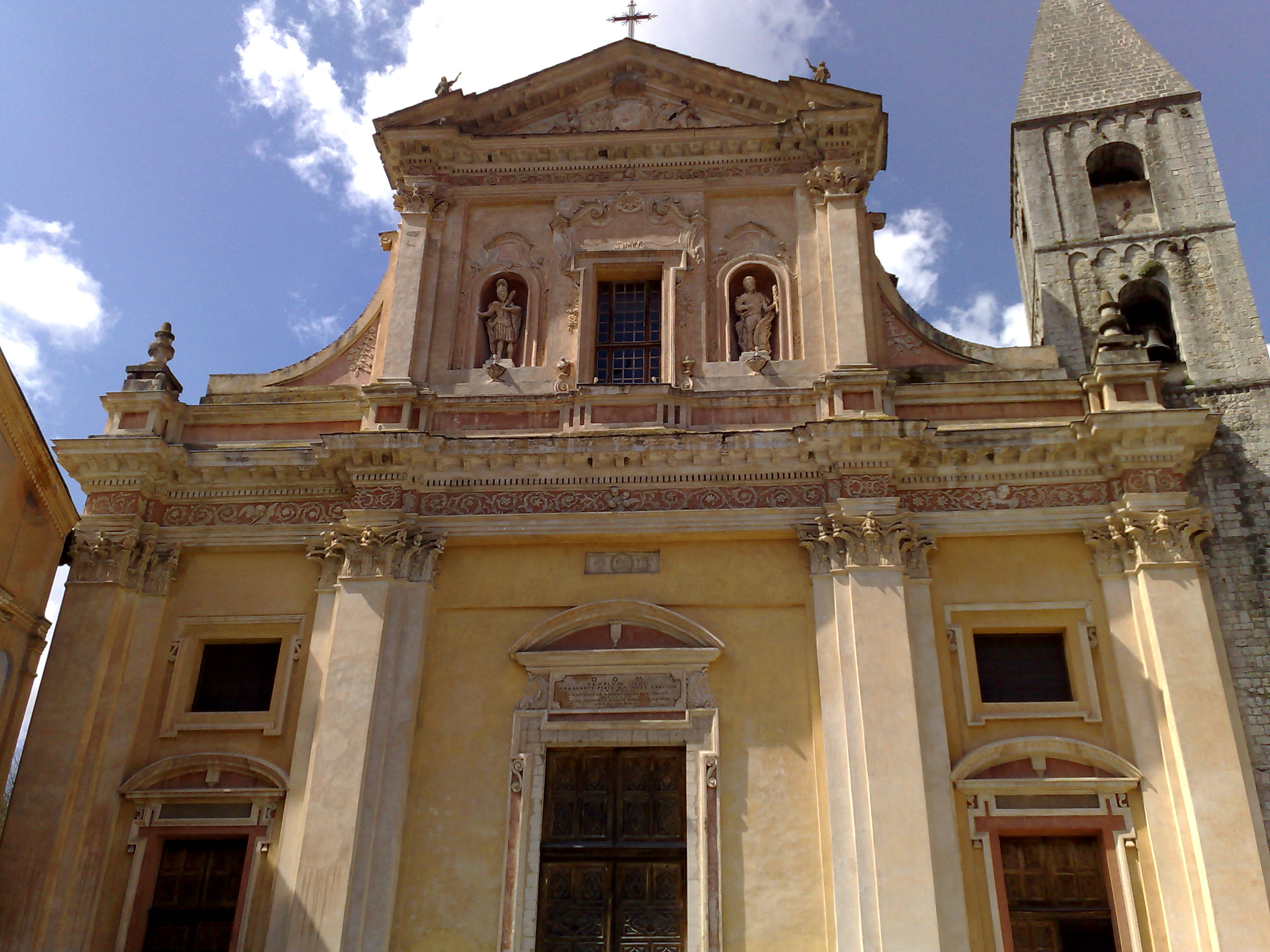
サン＝ミシェル聖堂